# Mama
Mama (russisk: Мама) er en russisk spillefilm fra 1999 af Denis Jevstignejev.

## Medvirkende
- Nonna Mordjukova som Polina
- Jelena Panova
- Oleg Mensjikov som Leonid
- Vladimir Masjkov som Nikolaj
- Jevgenij Mironov som Pavel